# Miserere (Górecki)
Miserere (op. 44) é uma obra para coro misto a capella composta por Henryk Górecki em 1981. A obra foi escrita como protesto  sobre a intervenção do Governo contra a Solidarność.